# Joseph Williamson (politik)
Sir Joseph Williamson, PRS, angleški politik, * 25. julij 1633, Bridekirk, † 3. oktober 1701.
Bil je drugi predsednik Kraljeve družbe.